# Song 2
"Song 2" là ca khúc của ban nhạc rock người Anh, Blur, được phát hành vào album phòng thu thứ 5 cùng tên (1997) của ban nhạc. Thương hiệu của ca khúc chính là tiếng "yoo-hoo" của ca sĩ Damon Albarn cùng với những đoạn chạy tiếng bass bị bóp méo. "Song 2" có được vị trí số 2 tại UK Singles Chart, số 4 tại ARIA Charts và số 6 tại Billboard Alternative Songs.
Tại Giải Video âm nhạc của MTV năm 1997, "Song 2" nhận được 2 đề cử cho "Video ban nhạc xuất sắc nhất" và "Video Alternative xuất sắc nhất". Tại Giải Brit năm 1998, ca khúc cũng được đề cử cho "Đĩa đơn xuất sắc nhất" và "Video xuất sắc nhất". Tháng 12 năm 1998, thính giả đài BBC Radio 1 từng bình chọn "Song 2" ở vị trí số 15 trong danh sách các ca khúc vĩ đại nhất. Tháng 10 năm 2011, NME xếp ca khúc ở vị trí số 79 trong danh sách "150 bài hát hay nhất của 15 năm gần nhất".
Blur coi "Song 2" là lời chế nhạo gửi tới phong cách nhạc grunge. Ca khúc chính là sản phẩm nổi tiếng nhất của họ tại Mỹ. Ca khúc có tính phổ biến rộng rãi trong văn hóa đại chúng, và đặc biệt nằm trong trò chơi FIFA: Road to World Cup 98.

## Danh sách ca khúc
Tất cả các ca khúc được sáng tác bởi Albarn, Coxon, James và Rowntree. Mọi phần ca từ được biên soạn bởi Albarn.
| Purple 7" 1. "Song 2" – 2:02 2. "Get Out of Cities" – 4:02 CD1 1. "Song 2" – 2:02 2. "Get Out of Cities" – 4:02 3. "Polished Stone" – 2:42 CD2 1. "Song 2" – 2:02 2. "Bustin' + Dronin'" – 6:13 3. "Country Sad Ballad Man (trực tiếp acoustic)" – 4:59 | CD quốc tế 1. "Song 2" – 2:02 2. "Get Out of Cities" – 4:02 3. "Polished Stone" – 2:42 4. "Bustin' + Dronin'" – 6:13 Japan Tour CD 1. "Song 2" – 2:02 2. "Get Out of Cities" – 4:02 3. "Polished Stone" – 2:42 4. "Bustin' + Dronin'" – 6:13 5. "Beetlebum (Mario Caldato Jr. Mix)" – 5:07 6. "Beetlebum (không lời)" – 5:07 7. "Country Sad Ballad Man (trực tiếp acoustic)" – 4:59 8. "On Your Own (trực tiếp acoustic)" – 4:26 |

## Xếp hạng
| Bảng xếp hạng (1997)                     | Vị trí cao nhất |
| ---------------------------------------- | --------------- |
| Úc (ARIA)                                | 4               |
| Bỉ (Ultratip Flanders)                   | 8               |
| Canada Alternative 30 (RPM)              | 1               |
| Ireland (IRMA)                           | 10              |
| Hà Lan (Single Top 100)                  | 73              |
| Thụy Điển (Sverigetopplistan)            | 28              |
| UK Singles (The Official Charts Company) | 2               |
| US Hot 100 Airplay                       | 55              |
| US Mainstream Rock Tracks                | 25              |
| US Modern Rock Tracks                    | 6               |
| Bảng xếp hạng (2009)                     | Vị trí cao nhất |
| UK Singles Chart                         | 163             |
| Bảng xếp hạng (2012)                     | Vị trí cao nhất |
| UK Singles Chart                         | 64              |

## Thành phần tham gia sản xuất
- Damon Albarn – hát.
- Graham Coxon – guitar.
- Alex James – bass.
- Dave Rowntree – trống.